# 10205 Покорни
10205 Покорни (10205 Pokorný) — астероїд головного поясу, відкритий 7 серпня 1997 року.
Тіссеранів параметр щодо Юпітера — 3,550.